# Lycée du golfe de Saint-Tropez
Le lycée du golfe de Saint-Tropez est un établissement d'enseignement secondaire situé sur la Route Départementale 559 à Gassin près du pôle de santé.

## Histoire
Le lycée du Golfe de Saint-Tropez a été fondé en 1982 et entièrement rénové en 2011. 
L'établissement s’étend sur 15 000 m².
Il a été réalisé sur les plans de l’architecte Daniel Fanzutti.

## Enseignements

### Secondaire
Le lycée compte en 2025 dix sept classes de seconde générale, quinze classes de première et quinze classes de terminale. 
La filière technologique STMG est aussi proposée en première et terminale, ainsi que les baccalauréats professionnels : Accueil, Vente, Gestion Administration et Commerce.
Dans le cadre du Greta, la poursuite d'étude en BTS Tourisme est possible depuis 2018,, ainsi qu'un baccalauréat des métiers de l'accueil (ex-ARCU).
Options et spécialités
Le lycée du golfe de Saint-Tropez est un lycée public d'enseignement général qui propose une préparation aux concours des instituts de sciences politiques ; le latin, le grec ; les options musique et théâtre ; les sections européennes anglais, italien, allemand ; la LV3 italien.

#### Section aéronautique
Le lycée dispose d'une section aéronavale. Il permet notamment l'obtention du Brevet d'initiation aéronautique et BIMER.
Un partenariat avec l'aéroclub du Golfe de Saint-Tropez, basé à la Mole sur l'aéroport du Golfe de Saint-Tropez, a été créé,.

## École de pétanque
En 2019, une convention passée entre le ministre de l’Éducation nationale et de la Jeunesse, la ministre des Sports la directrice de l’Union nationale du sport scolaire (UNSS), la présidente de l’Union sportive de l’enseignement du premier degré (USEP) et le président de la Fédération française de pétanque et de jeu provençal (FFPJP) permet la création de la première école sportive de pétanque en milieu scolaire,. 
L'école est ouverte à tous les jeunes des douze communes du golfe de Saint-Tropez depuis la primaire. Elle fonctionne avec l'appui de la Boule tropézienne et se fixe comme double objectif l'apprentissage de ce sport et également l'arrivée au plus haut niveau des meilleurs élèves. 